# امالیزوماب
امالیزوماب (Omalizumab) یک ضد ایمونوگلوبولین و آنتی بادی مونوکلونال می‌باشد که به کاهش واکنش‌های آلرژی در بدن کمک می‌کند، این دارو با مسدود کردن پاسخ طبیعی سیستم ایمنی بدن به مواد حساسیت زا، که می‌تواند به یک حمله حاد آسم منجر شود کار می‌کند.
امالیزوماب برای درمان حد متوسط آسم شدید که توسط آلرژی در کودکان و بزرگسالان که حداقل ۱۲ سال سن دارند ایجاد می‌شود استفاده می‌شود
امالیزوماب معمولاً بعد از داروهای آسمی که در درمان نشانه‌های آلرژی ناتوان بوده‌اند استفاده می‌شود.
همچنین از این دارو برای درمان یک نوع خاصی از کهیر به نام کهیر مزمن (CIU) استفاده می‌شود.